# 小斑雀鯛
小斑雀鯛（學名：Pomacentrus microspilus），是輻鰭魚綱鱸形目雀鯛科雀鯛屬的其中一種，分布於西太平洋斐濟海域，深度2至30公尺，本魚體呈灰褐色且側扁，吻部圓鈍，體被櫛鱗，胸鰭基部有一個大黑點，眼睛上半部有一個漂亮藍白色邊緣，背鰭硬棘8枚、背鰭軟條15枚、臀鰭硬棘2枚、臀鰭軟條16枚，棲息在珊瑚礁，以浮游生物為食，繁殖期時成對出現，雄魚會守護卵直到孵化，生活習性不明。